# 진안군
진안군(鎭安郡)은 대한민국 전북특별자치도 동북부에 있는 군이다.

## 역사
| Daedongyeojido (Gyujanggak) 16-04.jpg | Daedongyeojido (Gyujanggak) 16-03.jpg |
| Daedongyeojido (Gyujanggak) 17-04.jpg | Daedongyeojido (Gyujanggak) 17-03.jpg |

- 1895년 6월 23일(음력 윤5월 1일) 남원부 진안군[3]
- 1896년 8월 4일 전라북도 진안군[4]
- 1914년 4월 1일 진안군, 용담군을 진안군으로 통폐합하였다.[5]

| 조선총독부령 제111호 | |             |                                        |
| 구 행정구역          | 구 행정구역 | 신 행정구역 | 신 행정구역                            |
| 진안군               | 군내면(郡內面) 이도일동리/상도이동리/상도삼동리/상도사동리, 하도이동리/하도삼동리/하도일동리 일부, 하도역촌/하도사양동/하도일동리 일부                                                                                 | 진안면      | 군상리, 군하리, 단양리                 |
| 진안군               | 두미면(斗尾面) 탄곡리/은천리/가림리/내동/선인동/사인동/옥산리, 외기리/송내리/지소리/고암리/반월리/금마곡 | 진안면      | 가림리, 반월리                         |
| 진안군               | 흥면(興面) 상가막리/정가막리/외오천 일부, 암곡리/석곡리/예이리, 상도치/하도치/물곡리/궁동/종평리, 석현리/평촌/외오천 일부, 내오천/중리/어은동                                                                          | 진안면      | 가막리, 구룡리, 물곡리, 오천리, 죽산리 |
| 진안군               | 상도면(上道面) 신흥리/유산리/구운리/운대리/언건리/후사동, 상초천/하초천/월평리/오동리 | 상전면      | 운산리, 월평리                         |
| 진안군               | 탄전면(呑田面) 중기리/갈현리/신전리/상산정리, 하산정리/대일리/내송리/외송리, 신흥리/경동/쟁토리/월포리/양지리/금주리, 주평리/회사동/가막치                                                                             | 상전면      | 갈현리, 수동리, 월포리, 주평리         |
| 진안군               | 남면(南面) 오정리/용정리/남계리/분토동/무등리 일부, 봉서촌/내동리/윤기리/동산리/덕현리, 신리/동창리/석전리/화산리/은안리/무등리 일부, 반송리/점촌/두원리, 대전리/유동/신암리/임하리/반전리                             | 백운면      | 남계리, 덕현리, 동창리, 반송리, 신암리 |
| 진안군               | 일동면(一東面) 비사랑리/상미치/하미치/마치/노촌, 반암리/상백암/중백암/하백암/백운동, 운교리/주천리/신전리/원산리, 송림치/정천리/동평장리/상평장리/하평장리/가전리                                                      | 백운면      | 노촌리, 백암리, 운교리, 평장리         |
| 진안군               | 일서면(一西面) 구거리/장성동/상염북리/하염북리/시동, 내곡리/신기리/평지리 일부, 신리/외궁리/상촌 일부/(이서면)중기리 일부/점촌, 송촌/상가수리/하가수리/좌산리/상촌 일부/(이서면)중기리 일부/(임실군 하북면)횡암리 일부 | 성수면      | 구신리, 신기리, 외궁리, 좌산리         |
| 진안군               | 이서면(二西面) 지곡리/도통리/산주리/중평리/음수동, 상회리/하회리/포동/용회리, 산수동/상좌리/하좌리/증자동/이곡리/양화리/봉촌 일부, 달길리/중기리 일부/봉촌 일부                                                        | 성수면      | 도통리, 용포리, 좌포리, 중길리         |
| 진안군               | 마령면(馬靈面) 강정리/월운성, 방화리/계남리/갈마리/오동리/서비산, 금당리/상동촌/중동촌/하동촌, 평지리/석교리/사곡리/송내리                                                                                             | 마령면      | 강정리, 계서리, 동촌리, 평지리         |
| 진안군               | 일북면(一北面) 덕천리/대동/장재동/추동/신동/안방리/판치/지소리/내동, 대평리/동리/용지리/대연장리/연장리/이동/관암리, 광주동/정곡리/개곡리                                                                              | 마령면      | 덕천리, 연장리                         |
| 진안군               | 일북면(一北面) 덕천리/대동/장재동/추동/신동/안방리/판치/지소리/내동, 대평리/동리/용지리/대연장리/연장리/이동/관암리, 광주동/정곡리/개곡리                                                                              | 부귀면      | 정곡리                                 |
| 진안군               | 내면(內面) 금학곡/사인암/금평리/마곡/상거석리/하거석리/(삼북면)벌리 일부, 정수암/상궁항리/하궁항리, 미곡리/소태정리/봉암리/오산리 일부                                                                                 | 부귀면      | 거석리, 궁항리, 봉암리                 |
| 진안군               | 외면(外面) 적천리/덕봉리/세동리/간정리/(전주군 소양면)반정리, 장승리/방각리/외판치/가정리 일부/(일북면)신리/서촌, 오룡동/가정리 일부/(내면)오산리 일부                                                                 | 부귀면      | 세동리, 신정리, 오룡리                 |
| 진안군               | 삼북면(三北面) 석정리/두남리/회구룡리, 하수항리/야곡/대곡리/벌리 일부, 황금리/진상동/가치리/상수항리/중수항리/(용담군 일남면)학산리 일부                                                                               | 부귀면      | 두남리, 수항리, 황금리                 |
| 용담군               | 군내면(郡內面) 수천리/원장리, 운교리/옥거리 일부, 와룡리/옥거리 일부, 삼정리/월계리, 호계리 | 용담면      | 수천리, 옥거리, 와룡리, 월계리, 호계리 |
| 용담군               | 일북면(一北面) 송현리/풍덕리, 안락리/승금리/지장리/(이북면)보성리 일부 | 용담면      | 송풍리                                 |
| 용담군               | 일북면(一北面) 송현리/풍덕리, 안락리/승금리/지장리/(이북면)보성리 일부 | 안천면      | 삼락리                                 |
| 용담군               | 이북면(二北面) 노양리/보성리 일부/괴정리 일부, 중화리/이현리/(무주군 부남면)교동 일부, 신지산리/괴정리 일부 | 안천면      | 노성리, 백화리, 신괴리                 |
| 용담군               | 일서면(一西面) 봉양리/신창리 일부, 운장리/구평리, 주양리 | 주천면      | 신양리, 운봉리, 주양리                 |
| 용담군               | 이서면(二西面) 용평리/화성리/백운동, 무릉동, 용덕리/(일서면)신창리 일부 | 주천면      | 대불리, 무릉리, 용덕리                 |
| 용담군               | 일동면(一東面) 호산리/능산리, 구량리/(이동면)대평리 일부, 학서리/봉무리 | 동향면      | 능금리, 대량리, 학선리                 |
| 용담군               | 이동면(二東面) 천반리/성덕리, 송학리 일부/신풍리 일부/(장수군 천천면)신흥리 일부/오공리 일부, 자로리/송학리 일부/대평리 일부/(일동면)노산리                                                                            | 동향면      | 성산리, 신송리, 자산리                 |
| 용담군               | 일남면(一南面) 용산리/갈산리, 모산리/두산리, 봉산리/학산리 일부 | 정천면      | 갈용리, 모정리, 봉학리                 |
| 용담군               | 이남면(二南面) 구룡리, 신평리/운룡리, 망화리 | 정천면      | 구룡리, 용평리, 망화리                 |
- 1973년 7월 1일 부귀면 정곡리를 진안면으로, 상전면 월평리를 정천면으로 편입하였다.
- 1979년 5월 1일 진안면을 진안읍으로 승격하였다.[6]
- 1983년 2월 15일 마령면 연장리가 진안읍에, 정천면 구룡리가 상전면에 편입되었다.[7]
- 1987년 1월 1일 상전면 운산리가 진안읍에, 정천면 용평리가 상전면에 편입되었다.
- 1994년 12월 26일 진안군 동향면 신송리 일부가 장수군 계북면 임평리로 편입되었다.
- 2024년 1월 18일: 법률 제19430호로 전라북도 진안군에서 전북특별자치도 진안군으로 개편되었다.

## 지리
진안군은 전라북도의 동부 산악권에 위치하고 있으며, 동쪽으로 무주군, 장수군, 남쪽으로 장수군, 임실군, 서쪽으로 완주군, 북쪽으로 충청남도 금산군이 인접하고 있다. 소백산맥과 노령산맥이 형성한 진안고원과 소백산맥이 태백산맥에서 갈라져 삼남지방 이남을 남서로 관통하며, 덕유산 등의 커다란 산이 형성되어 있다. 남으로 지리산으로 이어지고, 충북 영동의 민주지산에서 소백산맥으로부터 떨어져 나와 노령의 주봉인 진안군의 운장산을 이루고 진안의 부귀산을 거쳐 전주의 모악산, 정읍시의 내장산으로 이어진다. 이 양대산맥이 폭 10∼20km의 서남방향으로 아주 가까이 평행하며 고원을 이루는 양상이고, 해발 200∼400m의 산간 구릉지로서 약 82.4%의 산악지대를 형성하고 있다. 또한 진안고원에서 북으로 흐르는 금강과 남쪽으로 흐르는 섬진강으로 수계가 구분되고 있다.
진안군은 전주-거창간의 간선도로, 익산-장수간 고속도로가 지나고 있으며, 소태정을 통한 4차선이 개통되어 전주와의 교통이 원활하게 되었다. 또한, 국토종합계발계획에 의해 대전-통영간 고속도로가 건설되었으며, 익산-장수간 고속도로가 개통되어, 전라북도와 경상남도를 잇는 교통의 요충지가 될 전망이다.
용담댐이 완공되어 용담면을 비롯하여 주천면, 정천, 안천, 상전면과 진안읍 등 진안군 전체 면적의 절반에 해당되는 1000여 만평이 수몰되었지만, 전주시, 군산시, 익산시 등지에 맑고 깨끗한 생활용수 및 공업용수를 공급하고 있다.

### 기후
진안군의 평균적 기온의 분포는 10.6~12.9˚C를 기록하고 있다. 강수량은 1,306~1.732mm 분포로서 전국적으로 3대 다우 지역의 일부인 섬진강 상류이며, 증발량의 연간 변화는 5~6월에 144.8~149.1mm, 12~1월에 34.6~35.8mm이다. 일조량은 1,634~2,153 시간의 분포를 나타내고 있으며 다른 지방보다 벚꽃이 피는 시기가 5~6일쯤 늦다. 북서풍이 가장 많고, 10월 초순경 첫서리가 내리고 4월 20일 경에 끝서리를 볼 수 있다.

## 지질

### 진안무주 국가지질공원
진안무주 국가지질공원(Jinan·Muju National Geopark)은 대한민국 전북특별자치도 북동부 진안군과 무주군에 설치된 대한민국 국가지질공원으로, 유명 관광지를 비롯하여 10개 지질명소로 구성된다. 진안군 내에는 마이산, 구봉산, 천반산, 운일암반일암, 운교리 삼각주 퇴적층 5개 지질명소가 있다.

## 행정 구역
진안군의 행정 구역은 1읍 10면으로 구성되어 있다. 진안군의 면적은 789.13km2이며, 인구는 2022년 4월 30일을 기준으로 13,594 세대 24,963 명이다.
| 읍면   | 한자   | 세대   | 인구   | 면적   |
| ------ | ------ | ------ | ------ | ------ |
| 진안읍 | 鎭安邑 | 5,014  | 9,985  | 115.92 |
| 용담면 | 龍潭面 | 547    | 850    | 54.67  |
| 안천면 | 顔川面 | 591    | 1,343  | 37.10  |
| 동향면 | 銅鄕面 | 1,343  | 1,645  | 52.81  |
| 상전면 | 上田面 | 482    | 843    | 53.76  |
| 백운면 | 白雲面 | 1,162  | 1,951  | 86.08  |
| 성수면 | 聖壽面 | 1,010  | 1,755  | 70.72  |
| 마령면 | 馬靈面 | 996    | 1,808  | 42.08  |
| 부귀면 | 富貴面 | 1,525  | 2,840  | 104.56 |
| 정천면 | 程川面 | 552    | 1,037  | 75.51  |
| 주천면 | 朱川面 | 909    | 1,483  | 95.92  |
| 진안군 | 鎭安郡 | 13,594 | 24,963 | 789.13 |

## 문화·관광

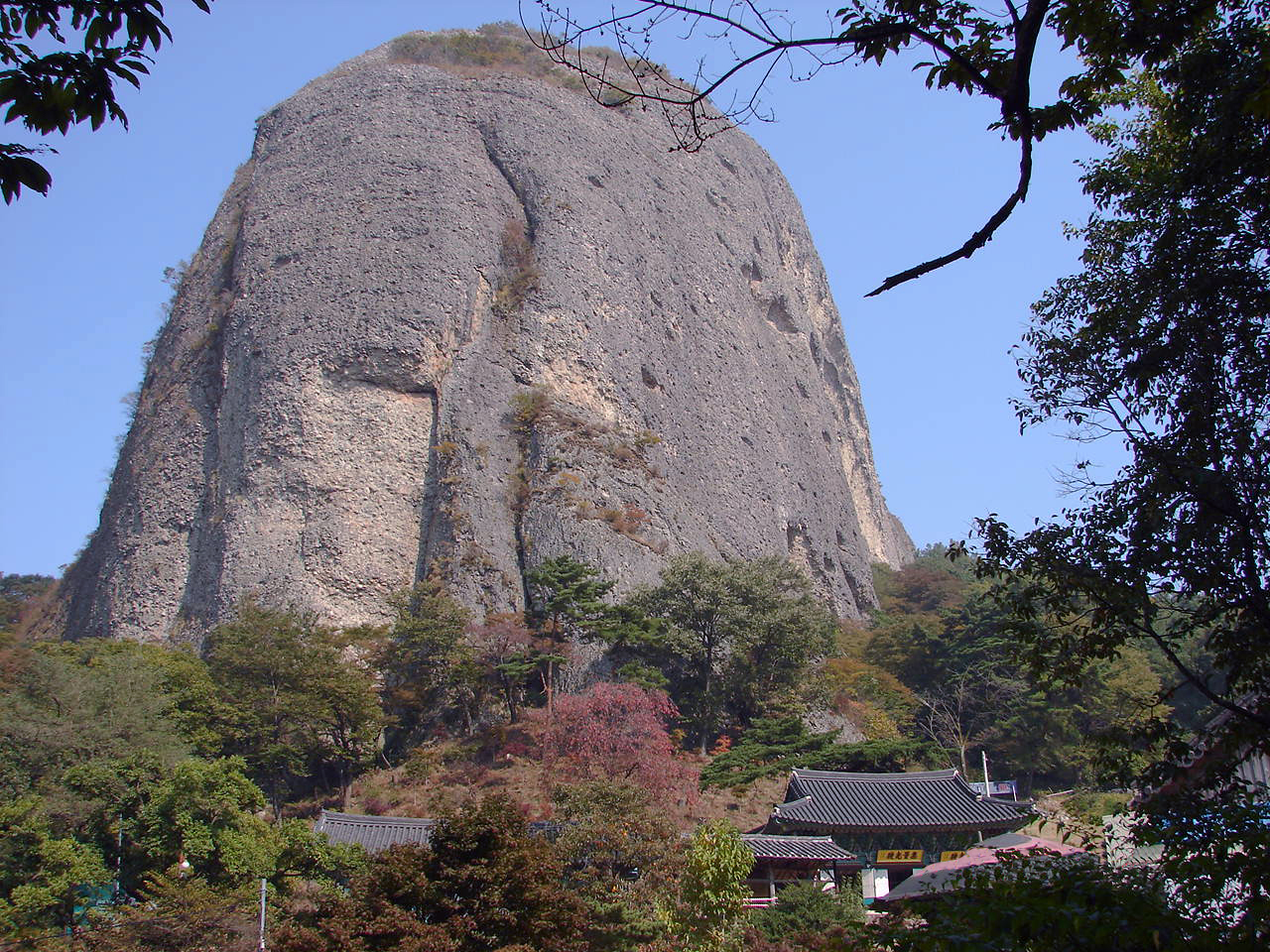
마이산과 은수사

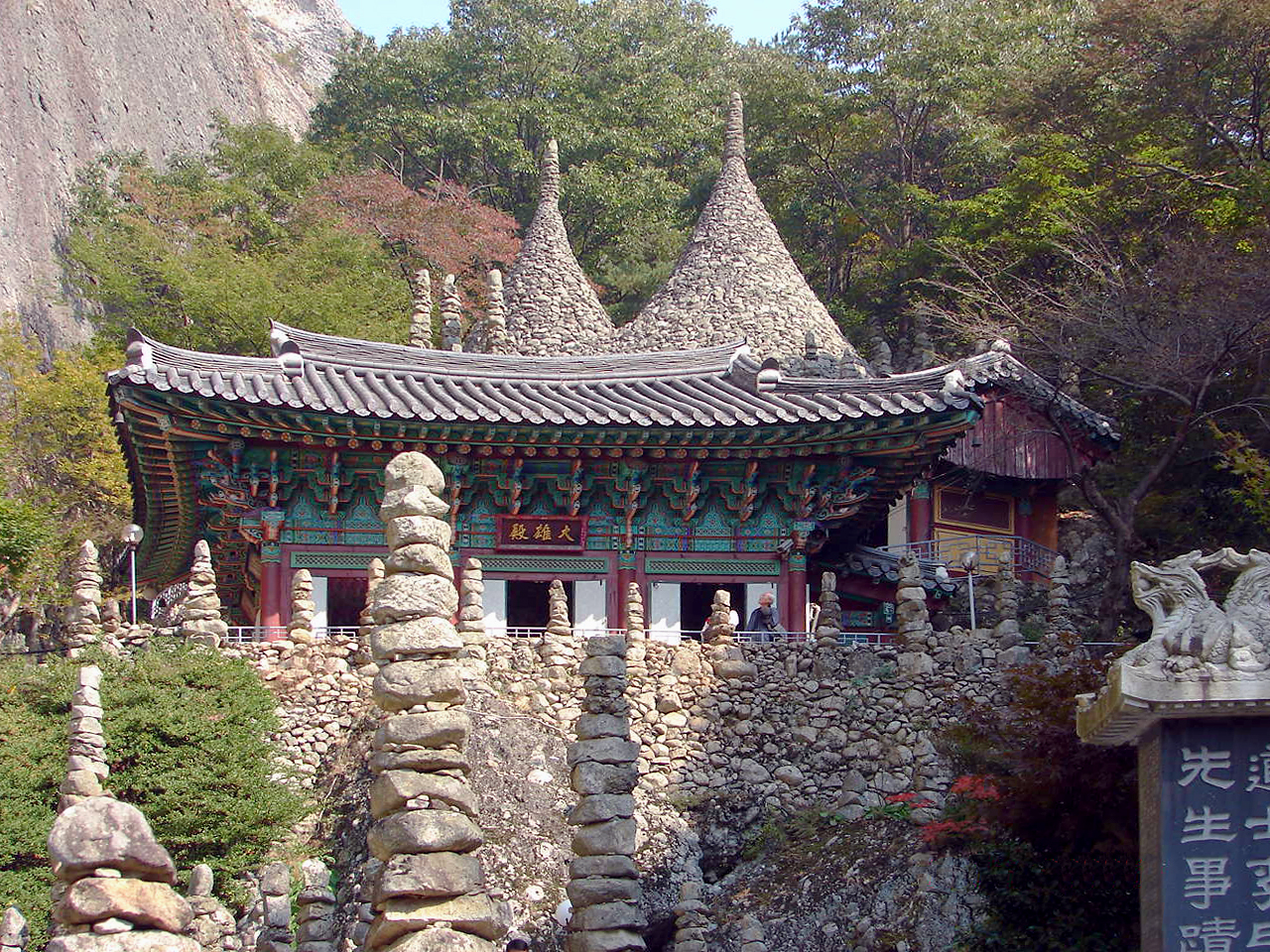
탑사

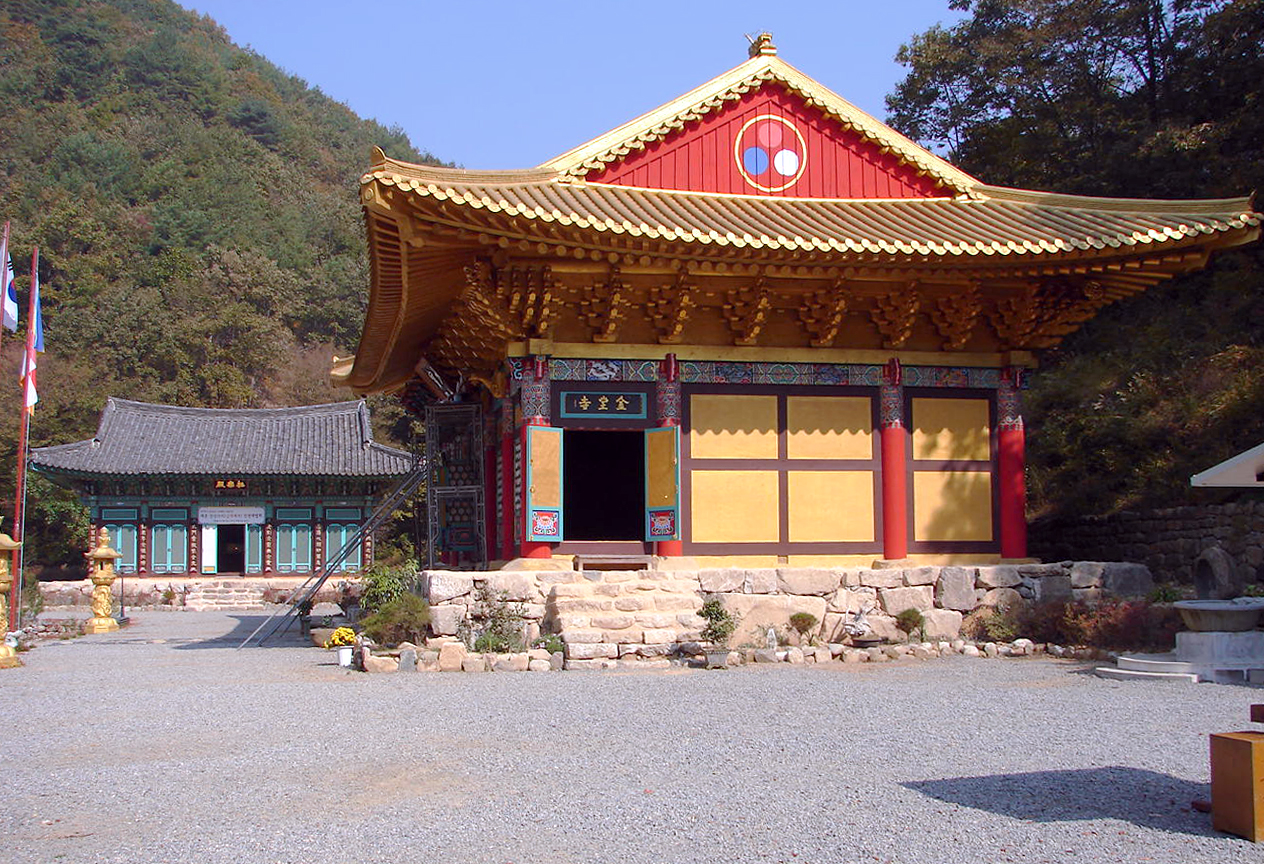
금당사

### 마이산
1979년 10월 16일 도립공원으로 지정된 마이산은 백두대간에서 호남정맥과 금남정맥으로 이어지는 주능선에 위치하여 금강과 섬진강의 분수령을 이루며, 국가지정 명승 제12호(2003.10.31)로 지정된 세계적 명산이다. 산 전체가 수성암으로 이루어진 암마이봉(686m)과 숫마이봉(680m)이 자연이 만든 걸작품으로 우뚝 서 있으며, 봉우리에 움푹 파여진 타포니 현상과 음양오행의 신비를 간직한 천지탑이 주변에 자리하고 있다. 시대별로 신라때는 서다산, 고려때는 용출산, 조선 초기에는 속금산, 조선 태종 때부터 말의 귀를 닮았다 하여 마이산이라 불리어 왔다. 마이산은 중생대 백악기, 주향 이동 단층의 활동으로 인리형 분지인 진안 분지가 형성되어 육성 퇴적암인 진안층군이 퇴적된 후 약 7,000만년전 지각 변동으로 융기되어 지금의 마이산이 형성되었으묘 지금도 민물고기 화석이 간혹 발견되는 자연이 만든 최대의 걸작품이다.

### 용담호
용담호는 용담댐의 건설로 만들어진 인공호이다. 용담댐은 진안군 용담면, 안천면, 정천면, 주천면 일부, 상전면, 진안읍 일부 등 1읍 5개면을 수몰시켜 만든 거대한 담수호로 댐높이 70m에 댐길이 498m의 콘크리트 차수벽형 석괴댐으로 담수 면적이 30km2, 총저수 용량이 8억 1,500만톤, 유효 저수용량이 6억 7,200만톤에 이른다. 이 댐은 유역변경식 댐으로 금강 상류의 물을 하루 135만톤씩 직경 3.2m, 길이 21.9km의 도수터널을 통하여 완주군 고산면 소향리 만경강 상류에 공급함으로써 전라북도 전주권의 생활 용수 해결을 목적으로 건설되었다.

### 은수사
은수사는 전라북도 진안군 마령면 동촌리에 있는 조계종 소속 사찰이다. 진안군 마이산에 위치한 은수사는 조선 초기에는 상원사(上院寺)라 했고, 숙종 무렵에는 상원사는 없어지고 절 터만 남아 있었는데 그 뒤 누군가 암자를 지어 정명암이라 했다. 은수사 황혜수 주지 스님에 의하면 “正”은 5획으로 오행, “明”은 일월이므로 정명암이란 이름은 음양오행의 순환을 나타낸 것이라고 한다. 정명암도 퇴락하여 없어졌다가 1920년에 이주부가 중창하였고, 이때 은수사로 개칭되었다. 한글학회의 《지명총람》에 의하면 은수사란 이름은, 조선 태조가 이곳의 물을 마시고 물이 은같이 맑다고 하였으므로 지어진 것이라 한다.

### 탑사
탑사는 태고종단에 소속된 사찰로 마이산 속에 쌓여진 신비한 돌탑무리에 자리잡아 세워진 사찰이다. 이 사찰은 이름이 의미하는 바와 같이 마이산 석탑과는 불가분의 관계에 있다. 1928년의 기록에 의하면 그때까지도 이갑용(李甲用) 처사는 불교를 표방하지 않은 듯 하다. 그러나 더 후기에 와 마이산을 찾는 치성인들의 수가 불어나자 이처사의 기도처이자 치성처인 토막은 어느때인가 함석지붕으로 새로이 지어지고 자연스럽게 삼신상과 불상이 안치되어 사찰화되었다.

### 진안군역사박물관
1층에는 고고관, 민속관, 세미나실이 있으며, 2층에는 기록관 기획전시관, 학예자료실이 있다.

### 기타 박물관
- 가위박물관: 국내 유일의 가위박물관으로써 가위라는 주제로 선보이는 세계 박물관으로, 한국과 동양·서양을 망라한 다양한 형태의 세계 희귀 가위 1,651점을 소장하고 있다.
- 마이산명인명품관
- 미로공원
- 산약초타운
- 홍삼스파

### 축제
- 운장산고로쇠축제
- 진안고원 수박축제
- 진안홍삼축제
- 금지배넘실 유채꽃 축제

## 자매 도시
- 대한민국 서울특별시 은평구
- 중국 랴오닝성 환런 만족 자치현

## 같이 보기
- 무진장 (지역)